# Хохенек (тюрьма)
Женская тюрьма Хохенек (нем. Frauengefängnis Hoheneck) была женским исправительным учреждением, действовавшим между 1862 и 2001 годами в городе Штольберге (ныне, Федеративная Республика Германии). C 1949 по 1989 использовалась для заключения женщин-политзаключенных в Германской Демократической Республики (ГДР), где тысячи женщин были заключены в тюрьму.
Около сорока процентов из числа заключенных были политзаключенными диктатуры Социалистической единой партии Германии. Женщины оказывались в тюрьме за то, что, например, они обращались с просьбой о эмиграции или пытались бежать на Запад, но были арестованы за «попытку бегства из Республики», «незаконную связь», «изменническую агентскую деятельность» или подобные «преступления». Многих из них суды ГДР приговаривали к нескольким годам лишения свободы.
Тюрьма при этом была рассчитана на 600 заключенных, однако, там содержалось 1600 человек, — женщины были заперты в слишком маленьких и переполненных камерах вместе с женщинами, осужденными за убийства, а также психически больными.

## Свидетельства заключённых

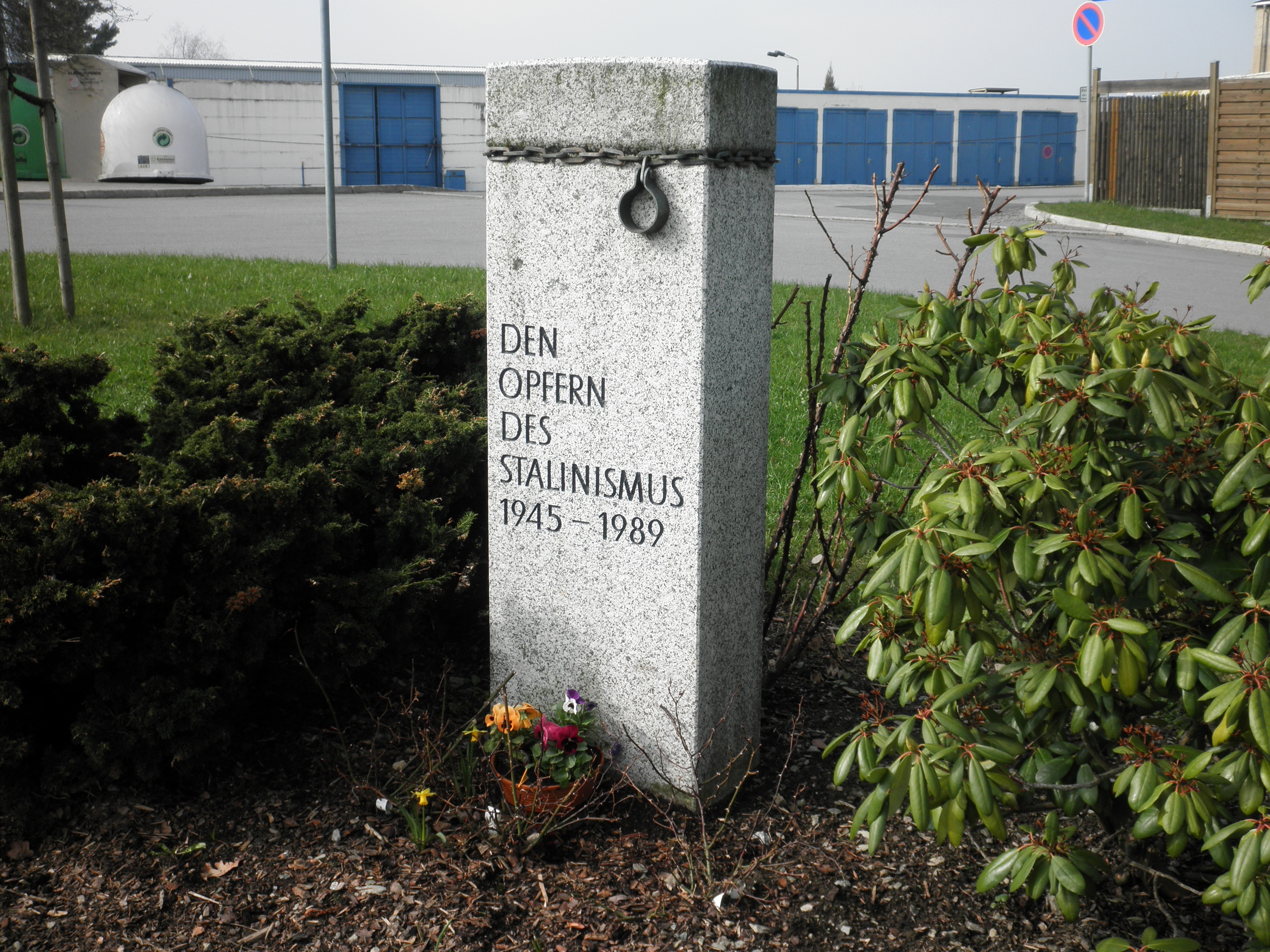
Памятный камень перед бывшей женской тюрьмой ГДР «Хохенек» в Штольберге. Надпись на немецком: «Жертвы сталинизма 1945—1989»

### Короткометражный фильм «СЛОМЛЕННЫЕ (нем. KAPUTT)»
Короткометражный фильм «СЛОМЛЕННЫЕ (нем. KAPUTT): женская тюрьма в Хохенеке» рассказывает о принудительном труде в тюрьме Хохенек. Режиссёры этого фильма, Фолькер Шлехт (Volker Schlecht) и Александр Лаль (Alexander Lahl), связались с Биргит Вилльшитц (Birgit Willschütz) и Габриэль Штётцер (Gabriele Stötzer), двумя бывшими заключенными, которые рассказали, что Хохенек значил для них. Г-жа Биргит Вилльшитц рассказала, что ей до сих пор очень больно вспоминать то время. Хотя с тех пор прошло более 30 лет, она до сих пор не оправилась. Самое больное было то, что когда её внезапно посадили в тюрьму, то ей пришлось оставить свою 3-летнюю дочь. В середине интервью она начала плакать, и возобновили интервью лишь через несколько недель, когда она выздоровела.
Габриэль Штётцер совладала со своими чувствами, и не сквозь слёзы, но со строгим анализом всё подробно рассказала.
В результате, режиссёры получили более 100 страниц интервью о истории жизни в тюрьме, на основе которого был создан анимационный короткометражный фильм, который изображает в мучительных деталях боль и печаль женских историй.